# Горошин
Горошин — древнерусский город в составе Переяславского княжества на реке Суле, входивший в состав Посульской оборонительной линии против набегов степных кочевников. Соседствовал с крепостями Лукомль и Римов. Впервые упоминается в источниках под 1084 годом в «Поучении» Владимира Мономаха. Под названием Грошинъ числится в «Списке русских городов дальних и ближних» конца XIV века.
Насчёт расположения летописного Горошина существуют разные мнения. По данным А. В. Кузы, городище Горошина располагается у села Горошино Кременчугского района Полтавской области на левом берегу Сулы при впадении в неё реки Борис. Согласно этой версии, Горошин в древнерусское время являлся единственным укреплением Руси на левом «степном» берегу Сулы. Ю. Ю. Моргунов полагал, что летописный Горошин находился несколько выше по течению реки и ассоциировал его с городищем у села Тарасовка Лубенского района Полтавской области. По его мнению, основание крепости у современного Горошина и перенос названия стали результатом переселения в более позднее время. С локализацией Горошина у Тарасовки согласился О. В. Сухобоков.

## Ссылка
- Деркач Ю., Шерстюк В. Не літописна битва за літописний Горошин (укр.). «Центр охорони та досліджень пам'яток археології» Полтавської обласної ради (1 апреля 2024). Архивировано 27 мая 2024 года.